# VOS형
VOS형(Verb–object–subject)은 동사-목적어-주어 순서를 취하는 어순의 하나이다.

## 이 유형에 속하는 언어
- 오스트로네시아어족의 고대 자와어
- 말라가시어
- 피지어
- 마야어족
  - 초칠어틀:마다가스카르어

## 같이 보기
- 어순
- SVO형
- SOV형
- VSO형
- OSV형
- OVS형